# Villa Salvini
Villa Salvini si trova a Firenze, in via Bolognese Vecchia 327.

## Storia
La villa risale all'inizio del XV secolo, quando apparteneva ai Della Stufa, famiglia fiorentina con notevoli possedimenti nell'area di Bivigliano e che forse usavano la villa come luogo di sosta durante il tragitto. Nel 1458 la villa fu venduta al "tiratolaio" (i tiratoi erano gli stabilimenti dove veniva tirata la lana) Antonio Cipriano, il cui figlio Filippo, la rivendette nel 1533 a Simone di Andrea Capponi, la cui famiglia aveva già numerosi possedimenti nella zona di via Bolognese. Poco dopo la villa veniva di nuovo alienata, a Giovanni di Michele di Barnaba, e di nuovo nel 1561 a Lorenzo di Simone Formiconi, poi, nel 1616, a Caterina maritata Bandinelli, il cui figlio Francesco la cedette di nuovo ai monaci di Santa Trinita nel 1648. Da allora si susseguirono ancora numerose famiglie. Pervenuta ai Mattani fu infine acquistata dall'attore Tommaso Salvini alla fine dell'Ottocento, che la restaurò e la arricchì di un sontuoso giardino. Oggi ospita una struttura per disabili.

## Architettura
La villa si trova quasi sul Monte Rinaldi, nella parte ovest tagliata dalla via Bolognese Vecchia. Vi si accede attraverso un viale alberato che porta allo spiazza dove si affaccia l'abitazione padronale e alcuni fabbricati di servizio.
I numerosi passaggi di proprietà si riflettono nell'architettura, che nei numerosi rimaneggiamenti ha ormai perso i caratteri originali. La facciata principale si presenta sobria, con semplici decorazioni su finestre e portali, e coronata da un timpano con volute in stile settecentesco. Il portale presenta lesene che sorreggono la trabeazione.
Il giardino è ancora impiantato secondo il gusto ottocentesco del Salvini.